# Vierumäki idrottsinstitut

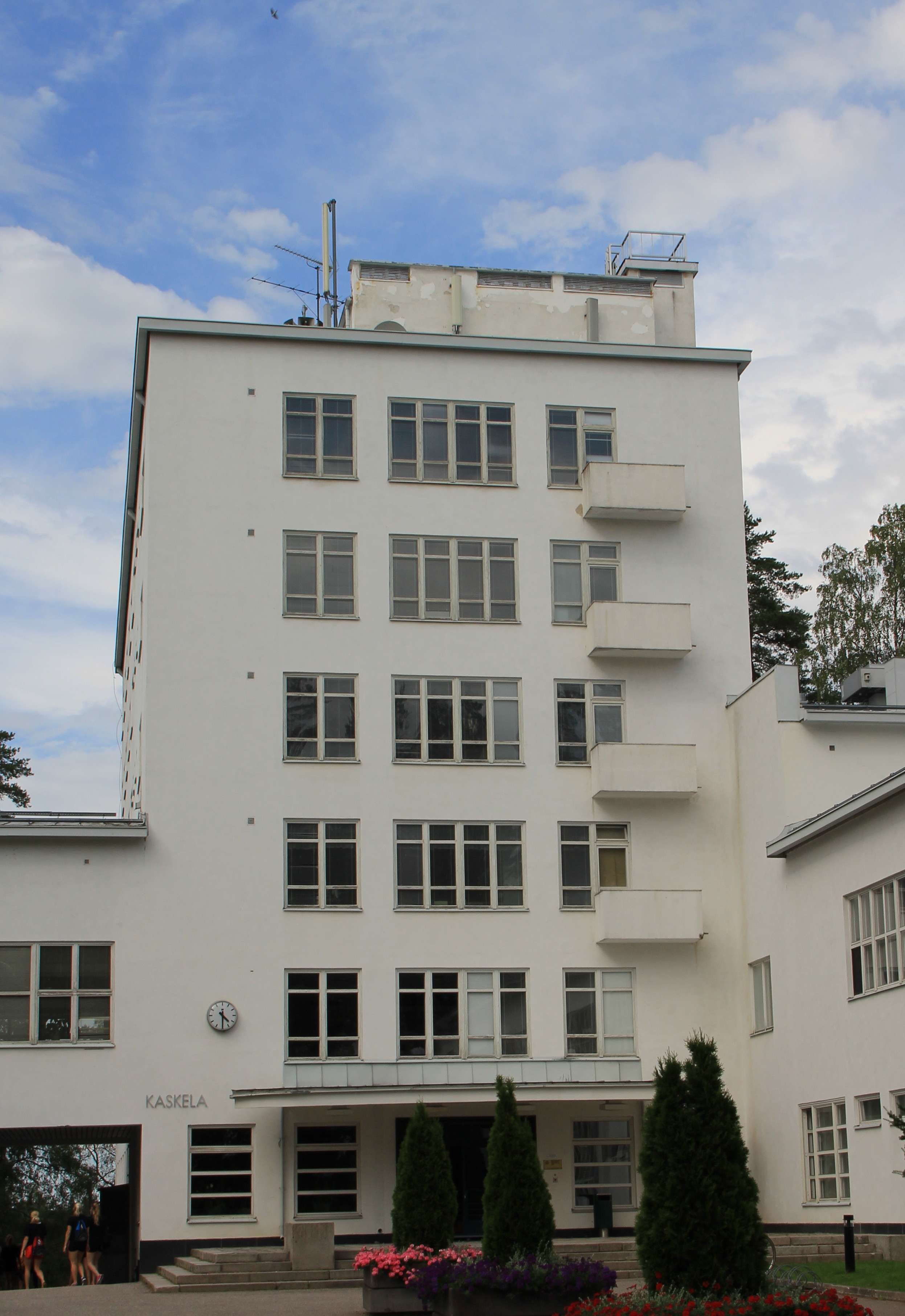
Byggnaden av Erik Bryggman.

Vierumäki idrottsinstitut är en idrottsanläggning och utbildningsplats i Heinola i Finland. Vierumäki idrottsinstitut grundades 1927 på initiativ av idrottsteoretikern Lauri Pihkala. Det ägdes fram till 1990-talet av Finlands riksidrottsförbund. Det finns anläggningar för tennis, golf, ridning, simning och en allaktivitetshall samt hotell och stugboende. 1939–1945 var idrottsinstitutet krigssjukhus. Den ursprungliga anläggningen ritades av Erik Bryggman.